# Ágnes Szávay
Ágnes Szávay es una exjugadora de tenis profesional húngara nacida el 29 de diciembre de 1988 en Kiskunhalas, Hungría. Ganadora de cinco títulos WTA, en su juego se destacan su servicio y su revés a dos manos.

## Títulos WTA (7; 5+2)

### Individuales (5)
| Leyenda: Antes de 2009     | Leyenda: A partir de 2009 |
| -------------------------- | ------------------------- |
| Grand Slam (0)             |                           |
| Juegos Olímpicos (0)       |                           |
| WTA Tour Championships (0) |                           |
| Tier I (0)                 | Premier Mandatory (0)     |
| Tier II (1)                | Premier 5 (0)             |
| Tier III (0)               | Premier (0)               |
| Tier IV & V (1)            | International (3)         |

| N.º | Fecha                    | Torneo   | Superficie    | Oponente en la final       | Resultado        |
| --- | ------------------------ | -------- | ------------- | -------------------------- | ---------------- |
| 1.  | 16 de julio de 2007      | Palermo  | Tierra batida | Martina Müller             | 6-0, 6-1         |
| 2.  | 23 de septiembre de 2007 | Pekín    | Dura          | Jelena Janković            | 6-7(7), 7-5, 6-2 |
| 3.  | 12 de julio de 2009      | Budapest | Tierra batida | Patty Schnyder             | 2-6, 6-4, 6-2    |
| 4.  | 11 de julio de 2010      | Budapest | Tierra batida | Patty Schnyder             | 6-2, 6-4         |
| 5.  | 18 de julio de 2010      | Praga    | Tierra batida | Barbora Záhlavová-Strýcová | 6-2, 1-6, 6-2    |

#### Finalista en individuales (2)
| N.º | Fecha                 | Torneo    | Superficie | Oponente en la final | Resultado      |
| --- | --------------------- | --------- | ---------- | -------------------- | -------------- |
| 1.  | 31 de agosto de 2007  | New Haven | Dura       | Svetlana Kuznetsova  | 6-4, 0-3, ret. |
| 2.  | 10 de febrero de 2008 | París     | Dura (i)   | Anna Chakvetadze     | 3-6, 6-2, 2-6  |

### Dobles (2)
| Leyenda: Antes de 2009     | Leyenda: A partir de 2009 |
| -------------------------- | ------------------------- |
| Grand Slam (0)             |                           |
| Juegos Olímpicos (0)       |                           |
| WTA Tour Championships (0) |                           |
| Tier I (0)                 | Premier Mandatory (0)     |
| Tier II (0)                | Premier 5 (0)             |
| Tier III (1)               | Premier (0)               |
| Tier IV & V (1)            | International (0)         |

| N.º | Fecha               | Torneo     | Superficie    | Pareja             | Oponentes en la final               | Resultado |
| --- | ------------------- | ---------- | ------------- | ------------------ | ----------------------------------- | --------- |
| 1.  | 23 de abril de 2007 | Budapest   | Tierra batida | Vladimíra Uhlířová | Martina Müller Gabriela Navrátilová | 7-5, 6-2  |
| 2.  | 5 de enero de 2008  | Gold Coast | Dura          | Dinara Sáfina      | Yan Zi Zheng Jie                    | 6-1, 6-2  |

#### Finalista en dobles (6)
| N.º | Fecha                 | Torneo      | Superficie    | Pareja             | Oponentes en la final            | Resultado   |
| --- | --------------------- | ----------- | ------------- | ------------------ | -------------------------------- | ----------- |
| 1.  | 9 de julio de 2004    | Budapest    | Tierra batida | Virag Nemeth       | Petra Mandula Barbara Schett     | 3-6, 2-6    |
| 2.  | 24 de octubre de 2005 | Hasselt     | Dura          | Michaella Krajicek | Emilie Loit Katarina Srebotnik   | 3-6, 4-6    |
| 3.  | 20 de febrero de 2006 | Bogotá      | Tierra batida | Jasmin Woehr       | Gisela Dulko Flavia Pennetta     | 6-7(1), 1-6 |
| 4.  | 3 de marzo de 2007    | Doha        | Dura          | Vladimira Uhlirova | Martina Hingis María Kirilenko   | 1-6, 1-6    |
| 5.  | 23 de julio de 2007   | Bad Gastein | Tierra batida | Vladimira Uhlirova | Lucie Hradecká Renata Voráčová   | 3-6, 5-7    |
| 6.  | 18 de julio de 2010   | Praga       | Tierra batida | Monica Niculescu   | Timea Bacsinszky Tathiana Garbin | 5-7, 6-7(4) |

### Clasificación en torneos del Grand Slam
| Torneo                 | 2010 | 2009 | 2008 | 2007 | 2006 | 2005 | Títulos |
| ---------------------- | ---- | ---- | ---- | ---- | ---- | ---- | ------- |
| Australian Open        | 2r   | 1r   | 1r   | -    | -    | -    | 0       |
| Roland Garros          | 2r   | 4r   | 3r   | 2r   | -    | -    | 0       |
| Wimbledon              | 1r   | 1r   | 4r   | 2r   | -    | -    | 0       |
| US Open                |      | 1r   | 2r   | CF   | -    | -    | 0       |
| WTA Tour Championships |      |      | -    | -    | -    | -    | 0       |